# Минчев, Божидар
Божидар Минчев (болг. Божидар Минчев, родился 1 августа 1946 года) — болгарский хоккеист, игравший на позиции нападающего. В составе сборной Болгарии — участник Зимних Олимпийских игр 1976 года, провёл 5 матчей группового этапа и один квалификационный матч на Олимпиаде (все их Болгария проиграла). Забросил 2 шайбы — по одной в играх против Австрии (2:6) с передачи Николая Михайлова (3:36) и Югославии (5:8) с передачи Димо Крыстинова в численном большинстве (24:43). В матче против Японии (5:7) ассистировал Николаю Михайлову (27:11).